# Liste des publications des aventures de Valérian et Laureline
Valérian, agent spatio-temporel, série de bande dessinée de science-fiction créée par Jean-Claude Mézières, dessinateur, Pierre Christin, scénariste, et Évelyne Tranlé, coloriste, est publiée, en histoire à suivre à raison de 2 planches par semaine, à partir du numéro 420 de Pilote du 9 novembre 1967, la première aventure ne sera éditée en albums par Dargaud qu’en 1970. Cette série est l'une des plus anciennes et des plus connues de la presse dessinée française avec désormais plus de quarante ans d'existence. En 2007, pour le quarantième anniversaire de la création de la série, et avec la parution de L'Ordre des Pierres, la série est rebaptisée Valérian et Laureline. Au fur et à mesure des réimpressions des albums, leurs couvertures portent désormais Valérian et Laureline en lieu et place de Valérian agent spatio-temporel.
Cette série de science-fiction connait un succès international, puisqu'elle est traduite dans de nombreuses langues et éditée dans de nombreux pays.

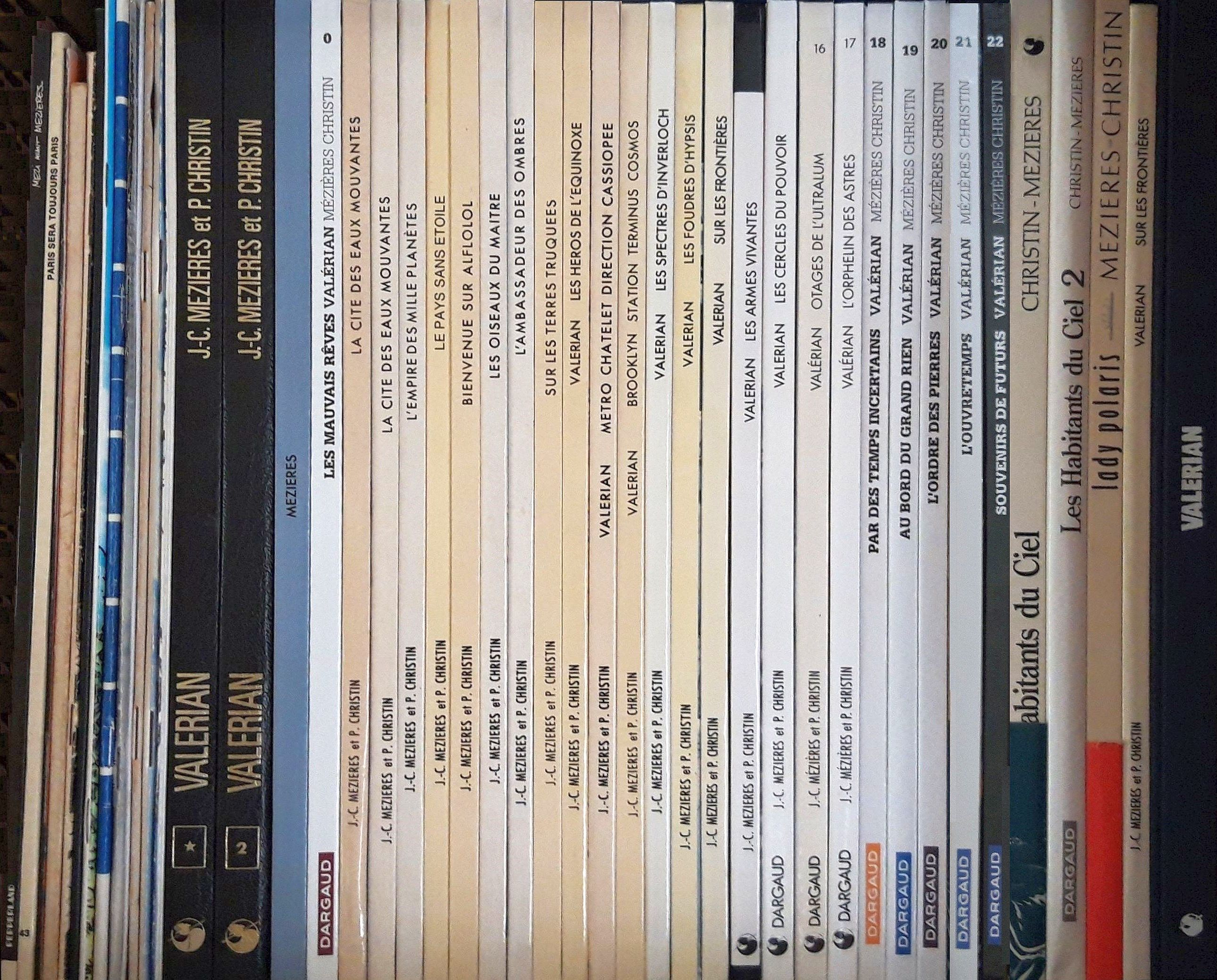
Série Valérian et Laureline, par Mézières et Christin.

## Série
Publiée en 1967, dans les pages du journal Pilote, au rythme de deux planches par semaine, la première aventure ne sera éditée en albums par Dargaud qu’en 1970.
La série Valérian et Laureline comprend à ce jour 29 aventures publiées en 22 albums. Les auteurs ont prévu une trentième aventure dont l’album est attendu en 2010. Les amoureux de la série redoutent que cela ne soit la fin d’une belle histoire, mais Jean-Claude Mézières et Pierre Christin auront alors 72 ans et la série 43 ans. Quant à Valérian et Laureline, ils sont toujours aussi jeunes, le temps n’a pas de prise sur eux. C’est la série de BD qui aura duré le plus longtemps avec les mêmes auteurs. Astérix le gaulois créé en 1959 par René Goscinny et Albert Uderzo ou Blueberry créé 4 ans avant Valérian par Jean-Michel Charlier et Jean Giraud, ami d’études de Mézières,, ont tous les deux perdu leur scénariste.
Les amateurs de la série partagent les différentes aventures en deux cycles :
- le cycle temporel, comprenant les 15 aventures rattachées à l’histoire de Galaxity (14 publiées à ce jour en 13 albums). Elles forment ensemble une histoire à suivre, l'histoire de la Terre de Galaxity du XXVIIe siècle, s'étendant sur une période de temps de l'an mil au XXXVe siècle ;
- le cycle spatial, comprenant les 15 autres aventures (y compris les 7 publiées dans Super Pilote Pocket) éditées en 8 albums et 1 hors série. Ces aventures peuvent se lire indépendamment les unes des autres sans avoir à respecter un fil chronologique.

Il faut ajouter trois autres albums hors série :
- Mézières et Christin avec… reprenant Les Mauvais Rêves et un inédit une vidéo graphique Les Astéroïdes de Shimballil ;
- Les Habitants du ciel, un atlas encyclopédique cosmique ;
- Les Habitants du ciel 2, un supplément à l’atlas tentant d’apporter des éclaircissements sur les manipulations de l’espace-temps.

### Aventures publiées

#### dansSuper Pocket Pilote
| 1969 - Le Grand Collectionneur   | 16 planches dans Super Pilote Pocket no 3 |
| 1969 - Les Engrenages d’Uxgloa   | 16 planches dans Super Pilote Pocket no 4 |
| 1969 - Tsirillitis l’astéroïde   | 16 planches dans Super Pilote Pocket no 5 |
| 1969 - La Planète triste         | 16 planches dans Super Pilote Pocket no 6 |
| 1969 - Drôles de spécimens       | 16 planches dans Super Pilote Pocket no 7 |
| 1970 - Le Fflumgluff de l’amitié | 16 planches dans Super Pilote Pocket no 8 |
| 1970 - Triomphe de la technique  | 16 planches dans Super Pilote Pocket no 9 |

#### dansPilote
| 1967 - Valérian contre les mauvais rêves | 30 planches dans Pilote no 420 à 434                         |
| 1968 - La Cité des eaux mouvantes        | 28 planches dans Pilote no 455 à 468 et couverture du no 455 |
| 1969 - Terres en flammes                 | 28 planches dans Pilote no 491 à 505 et couverture du no 492 |
| 1969 - L'Empire des mille planètes       | 47 planches dans Pilote no 520 à 541 et couverture du no 522 |
| 1970 - Le Pays sans étoile               | 44 planches dans Pilote no 569 à 592 et couverture du no 570 |
| 1971 - Bienvenue sur Alflolol            | 46 planches dans Pilote no 632 à 653 et couverture du no 632 |
| 1973 - Les Oiseaux du Maître             | 46 planches dans Pilote no 709 à 722                         |

#### dansPilote mensuel
| 1975 - L'Ambassadeur des Ombres           | 46 planches dans Pilote mensuel no 14 à 17 et 3 planches résumé dans no 15 à 17 et une demi-planche annonce NB dans no 13 |
| 1976 - Sur les terres truquées            | 46 planches dans Pilote mensuel no 31 à 34 et 3 planches résumé NB dans no 32 à 34                                        |
| 1978 - Les Héros de l’équinoxe            | 46 planches dans Pilote mensuel no 47 à 50                                                                                |
| 1980 - Métro Châtelet direction Cassiopée | 46 planches NB dans Pilote mensuel no 70 à 73                                                                             |
| 1981 - Brooklyn station terminus cosmos   | 46 planches NB dans Pilote mensuel no 82 à 85                                                                             |
| 1983 - Les Spectres d'Inverloch           | 46 planches dans Pilote mensuel no 110 à 117 et 8 demi-planches résumé dans no 111 à 117 et couverture du no 110          |
| 1985 - Les Foudres d'Hypsis               | 46 planches dans Pilote mensuel no 128 à 135 et 7 planches résumé dans no 129 à 135 et planche annonce dans no 128        |

#### Autres publications
| 1988 - Sur les frontières    | 62 planches NB dans France Soir no 13.657 à 13.721 |
| 1998 - L'Orphelin des astres | 50 planches dans Télé Poche no 1689 et suivant     |

### Albums hors série
| HS2 - | Mézières et Christin avec…         | 1983 Dargaud – 96 pages – 86 planches |
| TT -  | Les Spectres d’Inverloch           | 1985 Dargaud, – 95 planches et 1 lithographie numérotée signée - Tirages de tête à 1350 exemplaires numérotés signés                      |
|       | Les Foudres d’Hypsis               | |
| OM1 - | Les Mauvais Rêves                  | 1986 Dargaud Omnibus no 1, – 121 planches                                                                                                 |
|       | La Cité des eaux mouvantes         | |
|       | Le Grand Collectionneur            | |
|       | Drôles de spécimens                | |
| OM2 - | L’Empire des mille planètes        | 1988 Dargaud Omnibus no 2, – 140 planches                                                                                                 |
|       | Le Pays sans étoile                | |
|       | Bienvenue sur Alflolol             | |
| HC1 - | Les habitants du ciel              | 1991 Dargaud – 68 pages |
| HC2 - | Les habitants du ciel 2            | 2000 Dargaud – 12 pages |
| I1 -  | Les Mauvais Rêves                  | 2007 Dargaud L'Intégrale, volume 1 – 130 planches, 5 anciennes couvertures et 9 pages d’avant-propos de Stan Barets                       |
|       | La Cité des eaux mouvantes         | |
|       | Terres en flammes                  | |
|       | L’Empire des mille planètes        | |
| I2 -  | Le Pays sans étoile                | 2008 Dargaud L'Intégrale, volume 2 – 138 planches, 3 anciennes couvertures, 2 planches redessinées et 9 pages avant-propos de Stan Barets |
|       | Bienvenue sur Alflolol             | |
|       | Les Oiseaux du Maître              | |
| I3 -  | L'Ambassadeur des Ombres           | 2009 Dargaud L'Intégrale, volume 3 – 140 planches, 3 anciennes couvertures et 11 pages avant-propos de Stan Barets                        |
|       | Sur les terres truquées            | |
|       | Les Héros de l'équinoxe            | |
| I4 -  | Métro Châtelet Direction Cassiopée | 2009 Dargaud L'Intégrale, volume 4 – 196 planches, avant-propos de Stan Barets                                                            |
|       | Brooklyn Station Terminus Cosmos   | |
|       | Les Spectres d'Inverloch           | |
|       | Les Foudres d'Hypsis               | |
| I5 -  | Sur les frontières                 | 2011 Dargaud L'Intégrale, volume 5 – 204 planches, avant-propos de Stan Barets                                                            |
|       | Les Armes vivantes                 | |
|       | Les Cercles du pouvoir             | |

### Albums édités parDargaud

#### Cycle temporel
| 0 - Les Mauvais Rêves                  | 1981 Dargaud – 30 planches en nuances de gris édition pirate à 200 exemplaires |
|                                        | 2000 Dargaud – 30 planches plus 11 planches Les Astéroïdes de Shimballil       |
| 1 - La Cité des eaux mouvantes         | 1970 Dargaud – 47 planches                                                     |
|                                        | 1977 Dargaud, – nouvelle couverture                                            |
|                                        | 1978 Dargaud 16/22 no 22                                                       |
|                                        | 1988 Dargaud Press Pocket no 7008                                              |
|                                        | 1998 Dargaud – nouvelle couverture                                             |
| 2 - L’Empire des mille planètes        | 1971 Dargaud – 47 planches                                                     |
|                                        | 1972 Dargaud/Elf - édition brochée                                             |
|                                        | 1977 Dargaud 16/22 no 4                                                        |
|                                        | 1989 Dargaud Press Pocket no 7019                                              |
|                                        | 1998 Dargaud – nouvelle couverture                                             |
| 6 - L’Ambassadeur des Ombres           | 1975 Dargaud – 46 planches                                                     |
|                                        | 1982 Dargaud 16/22 no 132                                                      |
|                                        | 1998 Dargaud – nouvelle couverture                                             |
| 9 - Métro Châtelet direction Cassiopée | 1980 Dargaud – 46 planches                                                     |
|                                        | 1998 Dargaud – nouvelle couverture                                             |
| 10 - Brooklyn station terminus cosmos  | 1981 Dargaud – 46 planches                                                     |
|                                        | 1998 Dargaud – nouvelle couverture                                             |
| 11 - Les Spectres d’Inverloch          | 1984 Dargaud – 46 planches                                                     |
|                                        | 1998 Dargaud – nouvelle couverture                                             |
| 12 - Les Foudres d’Hypsis              | 1985 Dargaud, – 46 planches                                                    |
|                                        | 1998 Dargaud – nouvelle couverture                                             |
| 13 - Sur les frontières                | 1988 Dargaud, – 62 planches                                                    |
|                                        | 1998 Dargaud – nouvelle couverture                                             |
| 15 - Les Cercles du pouvoir            | 1994 Dargaud, – 62 planches                                                    |
| 18 - Par des temps incertains          | 2001 Dargaud – 55 planches plus 2 planches de schéma temporel                  |
| 19 - Au bord du Grand Rien             | 2004 Dargaud – 46 planches                                                     |
| 20 - L’Ordre des Pierres               | 2007 Dargaud – 47 planches                                                     |
| 21 - L’OuvreTemps                      | 2010 Dargaud – 54 planches                                                     |

#### Cycle spatial
| HS1 - Par les chemins de l’espace | 1979 Dargaud 16/22 no 54           |
|                                   | 1997 Dargaud – 111 planches        |
| 3 - Le Pays sans étoile           | 1972 Dargaud – 44 planches         |
|                                   | 1979 Dargaud 16/22 no 42           |
|                                   | 1989 Dargaud Press Pocket no 7034  |
|                                   | 1998 Dargaud – nouvelle couverture |
| 4 - Bienvenue sur Alflolol        | 1972 Dargaud – 46 planches         |
|                                   | 1980 Dargaud 16/22 no 79           |
|                                   | 1998 Dargaud – nouvelle couverture |
| 5 - Les Oiseaux du Maître         | 1973 Dargaud – 46 planches         |
|                                   | 1981 Dargaud 16/22 no 97           |
|                                   | 1998 Dargaud – nouvelle couverture |
| 7 - Sur les terres truquées       | 1977 Dargaud – 46 planches         |
|                                   | 1984 Dargaud 16/22 no 169          |
|                                   | 1998 Dargaud – nouvelle couverture |
| 8 - Les Héros de l’équinoxe       | 1978 Dargaud – 46 planches         |
|                                   | 1998 Dargaud – nouvelle couverture |
| 14 - Les Armes vivantes           | 1990 Dargaud, – 54 planches        |
|                                   | 1998 Dargaud – nouvelle couverture |
| 16 - Otages de l’Ultralum         | 1996 Dargaud, – 59 planches        |
| 17 - L’Orphelin des astres        | 1998 Dargaud – 50 planches         |

#### Hors cycle
| 22 - Souvenirs de futurs           | 2013 Dargaud – 54 planches                                  |
|                                    | 2019 Dargaud - nouveau titre: L'avenir est avancé, volume 1 |
| HS - L'avenir est avancé, volume 2 | 2019 Dargaud - 51 planches                                  |

### Tirage des éditions
Il n'existe pas de chiffres officiels des tirages des différents albums de Valérian et Laureline. La série fait partie des cinq plus grosses ventes d'albums de bandes dessinées dites franco-belges de son éditeur Dargaud. Stan Barets cite le chiffre de plus de 2 500 000 exemplaires pour l'ensemble de la série. Mézières estime le tirage d'une première édition à 100 000 exemplaires auxquels s'ajoutent ensuite les rééditions, l'album La Cité des eaux mouvantes, toutes éditions confondues, aurait été tiré entre 300 000 et 400 000 exemplaires. Il donne aussi le chiffre de 25 000 exemplaires pour le tirage de la première édition des Habitants du ciel et comme il restait en stock quelques milliers d'exemplaires, un rhabillage et un supplément Les Habitants du ciel 2 sont venus à bout des invendus.
L'ensemble des 27 albums, tous confondus y compris les hors séries, totalisent 63 éditions et rééditions auxquelles il faut rajouter les 3 éditions de l'intégrale et la réédition du volume 1, soit 67 éditions et rééditions pour 30 albums. Le diptyque Inverloch-Hypsis est le seul album de Valérian et Laureline édité en tirage de tête à 1 350 exemplaires.

## Éditions étrangères
Les aventures de Valérian et Laureline ont été traduites et publiées dans tous les pays en 16 langues (allemand, anglais, brésilien, danois, espagnol, finlandais, islandais, italien, japonais, lituanien, néerlandais, norvégien, polonais, portugais, suédois, turc), occasionnant quelquefois des changements de noms.
Valérian et Laureline s’appellent :
- Valerian et Veronique en allemand ;
- Linda & Valentin en danois, norvégien et suédois ;
- Varerian et Rōrurinnu (ヴァレリアン ＆ ロールリンヌ) en japonais ;
- Valeriano et Laurelinos en lituanien ;
- Ravian et Laureline en néerlandais ;
- Walerian et Laurelina en polonais.

### Édition en langue allemande
Les aventures de Valerian und Veronique sont d'abord publiées en langue allemande, dans le magazine Zack des éditions Coral Verlag de Hambourg :
- no 23 à 31 de 1973 - Die Stadt der tosenden Wasser (La cité des eaux mouvantes)
- no 32 à 39 de 1973 - Willkommen auf Alflolol (Bienvenue sur Alflolol)
- no 5 à 10 de 1974 - Im Reich der tausend Planeten (L'Empire des Mille Planètes)

Elles sont ensuite éditées, à partir de 1978, en albums par Carlsen Comics de Hambourg :
- 1978 - Die Stadt der tosenden Wasser (La cité des eaux mouvantes, 1970), 1978,  (ISBN 3-551-01871-5)
- 1978 - Im Reich der tausend Planeten (L'Empire des Mille Planètes, 1971),  (ISBN 3-551-01872-3)
- 1978 - Das Land ohne Sterne (Le Pays sans Etoiles, 1972),  (ISBN 3-551-01873-1)
- 1978 - Willkommen auf Alflolol (Bienvenue sur Alflolol, 1972),  (ISBN 3-551-01874-X)
- 1978 - Die Vögel des Tyrannen (Les Oiseaux du maître, 1973),  (ISBN 3-551-01875-8)
- 1978 - Botschafter der Schatten (L'ambassadeurs des Ombres, 1975),  (ISBN 3-551-01876-6)
- 1981 - Das Monster in der Metro (Métro Châtelet Direction Cassiopée, 1980),  (ISBN 3-551-01877-4)
- 1981 - Endstation Brooklyn (Brooklyn Station Terminus Cosmos, 1981),  (ISBN 3-551-01878-2)
- 1982 - Trügerische Welten (Sur les terres truquées, 1977),  (ISBN 3-551-01879-0)
- 1983 - Die Insel der Kinder (Les Héros de l'Equinoxe, 1978),  (ISBN 3-551-01880-4)
- 1984 - Jenseits von Raum und Zeit (Par les Chemins de l'Espace, 1979),  (ISBN 3-551-73388-0)
- 1984 - Die Geister von Inverloch (Les spectres d'Inverloch, 1984),  (ISBN 3-551-01881-2)
- 1986 - Die Blitze von Hypsis (Les foudres d'Hypsis, 1985),  (ISBN 3-551-01882-0)
- 1989 - Die grosse Grenze (Sur les frontières, 1988),  (ISBN 3-551-01883-9)
- 1990 - Lebende Waffen (Les armes vivantes, 1990),  (ISBN 3-551-01884-7)
- 1992 - Die Bewohner des Himmels (Les Habitants du Ciel, 1991),  (ISBN 3-551-71155-0)
- 1994 - Die Kreise der Macht (Les cercles du pouvoir, 1994),  (ISBN 3-551-01885-5)
- 1996 - Im Bann von Ultralum (Les otages de l'Ultralum, 1996),  (ISBN 3-551-01886-3)
- 1998 - Die Sternenwaise (L'orphelin des astres, 1998),  (ISBN 3-551-01887-1)
- 2002 - In unsicheren Zeiten (Par des temps incertains, 2001),  (ISBN 3-551-01888-X)
- 2005 - Am Rande des großen Nichts (Au bord du grand rien, 2004),  (ISBN 3-551-09889-1)
- 2006 - Schlechte Träume (Mézières avec..., 1983),  (ISBN 3-551-01890-1)
- 2007 - Das Gesetz der Steine (L'ordre des pierres, 2007),  (ISBN 978-3-551-02570-8)
- 2008 - Schlechte Träume (Les mauvais réves, 2000),  (ISBN 3-551-02708-0)

### Édition en langue anglaise
Une seule des aventures de Valérian et Laureline est publiée en langue anglaise, Ambassador of the Shadows (L'Ambassadeur des Ombres), dans quatre numéros de Heavy Metal en 1981 (Volume 4, numéro 10 de janvier 1981, au Volume 5, numéro 1 d'avril 1981).
Dargaud USA a édité aux États-Unis, entre 1981 et 1984, Ambassador of the Shadows (L'Ambassadeur des Ombres), World Without Stars (Le Pays sans étoile), Welcome to Alflolol (Bienvenue sur Alflolol) et Heroes of the Equinox (Les Héros de l'équinoxe) et les mêmes au Royaume-Uni par Hodder-Dargaud, en 1984 et 1985. Mais la société Dargaud USA renonça assez rapidement car le marché américain est peu perméable aux albums au format franco-belge.
Une nouvelle tentative est faite en juillet 1996 aux États-Unis par Fantasy Flight Publishing, éditeur de Roseville (Minnesota), en noir et blanc et au format américain, avec Heroes of the Equinox (Les Héros de l'équinoxe) en même temps que des histoires de Spirou et Lucky Luke, malheureusement sans suite.
En novembre 2004, l'éditeur américain iBooks publie Valérien: New Future Trilogy  (ISBN 0-7434-8674-9) sous-titré The Greatest Science Fiction Graphic Novel Series in the World (la plus grande série de roman graphique de science-fiction). Cette édition au format américain regroupe On the Frontiers (Sur les frontières), The Living Weapons (Les Armes vivantes) et The Circles of Power (Les Cercles du pouvoir). Cet album a été nommé pour Special Award for Excellence in Presentation en 2005 aux Harvey Award.
L'éditeur de bandes dessinées britannique de Canterbury, Cinebook Ldt, aurait racheté les droits de Valérian et Laureline, pour une édition en anglais, normalement à partir de 2010.

### Édition en langue brésilienne
La série a été publiée en tant que dans le journal O Globo dans les années 1980,
Cinq aventures de Valérian e Laureline sont éditées au Brésil par la maison d'édition Meribérica do Brasil de Rio de Janeiro filiale de Meribérica/Líber de Lisbonne :
- 1983 Os Heróis do Equinócio (Les Héros de l'Equinoxe, 1978)
- 1983 Metro Châtelet, Direcção Cassiopeia (Métro Châtelet Direction Cassiopée, 1980)
- 1984 Estação Brooklyn Terminar Cosmos  (ISBN 972-45-0306-2) (Brooklyn Station Terminus Cosmos, 1981)
- 1986 Os Fantasmas de Inverloch (Les spectres d'Inverloch, 1984)
- 1986 As Iras de Hypsis (Les foudres d'Hypsis, 1985)

La re-publication de l'intégrale des aventures de Valérian et Laureline au Brésil, il a été fait par SESI-SP Editora, à partir de mai 2017 à cause du film.
- 2017 Valerian Integral Volume 1  (ISBN 978-8550402796)
- 2017 Valerian Integral Volume 2  (ISBN 978-8550404134)

### Édition en langue danoise
Les aventures de Valérian et Laureline sont éditées en langue danoise par l'éditeur de Copenhague Forlaget Carlsen dans le même temps où sa filiale de Hambourg édite les albums en langue allemande. Les albums sont édités sous le nom de Linda og Valentin au désespoir des auteurs sans que ceux-ci aient été consultés pour ce changement de nom.
Liste des albums :
1. Storbyen der druknede (La Cité des eaux mouvantes)
2. De Tusinde Planeters Imperium (L'Empire des mille planètes)
3. Landet uden stjerner (Le Pays sans étoiles)
4. Velkommen til Alflolol (Bienvenue sur Alflolol)
5. Herskerens Fugle (Les Oiseaux du maître)
6. Skyggernes Ambassadør (L'Ambassadeur des Ombres)
7. I den Falske Verden (Sur les terres truquées)
8. Jævndøgnets Helte (Les Héros de l'équinoxe)
9. Metro Chatelet, retning Cassiopeia (Métro Châtelet, direction Cassiopée)
10. Brooklyn Station, Endestation Kosmos (Brooklyn station terminus cosmos)
11. Spøgelset fra Inverloch (Les Spectres d'Inverloch)
12. Tordenkilen fra Hypsis (Les Foudres d'Hypsis)
13. Over Ukendte Grænser (Sur les frontières)
14. De Levende Våben (Les Armes vivantes)
15. Magtens Cirkler (Les Cercles du pouvoir)
16. Ultralummets Gidsler (Otages de l'Utralum)
17. Hittebarnet fra Stjernerne (L'Orphelin des astres)
18. Gennem Usikre Tider (Par des temps incertains)
19. På Randen af det Store Intet (Au bord du grand rien)
20. Stenenes Orden (L'Ordre des Pierres)
21. Onde Drømme (Les Mauvais Rêves)
22. Ad Rummets Veje (Par les chemins de l'espace )
23. Folk og fæ i himmelrummet (Les Habitants du ciel)

### Édition en langue finlandaise
Deux aventures, Tuhannen planeetan valtakunta (L'Empire des mille planètes), en 1973, et Karannut planeetta (Le Pays sans étoiles), en 1974, de Valerian ja Laureline sont publiées en finnois par le magazine Zoom de l'éditeur de presse d'Helsinki Sanoma Osakeyhtiö. À partir de 2002 et jusqu'en 2004, le magazine Mustanaamio a publié sept aventures : Varjojen lähettiläs (L'Ambassadeur des Ombres) et Päiväntasauksen sankarit (Les Héros de l'équinoxe) en 2002, Liikkuvien vetten kaupunki (La Cité des eaux mouvantes) et Tuhannen planeetan valtakunta (L'Empire des mille planètes) en 2003, Karannut planeetta (Le Pays sans étoile), Paluu Alflololille (Bienvenue sur Alflolol) et Isännän linnut (Les Oiseaux du maître) en 2004.
Elles ont aussi été éditées en album par trois éditeurs finlandais :
Otava de 1974 à 1976 :
- 1974 Liikkuvien vetten kaupunki (La Cité des eaux mouvantes, 1970)
- 1975 Tuhannen planeetan valtakunta (L'Empire des mille planètes, 1971)
- 1975 Karannut planeetta (Le Pays sans étoiles, 1972)
- 1976 Alflolol, vallattu planeetta (Bienvenue sur Alflolol, 1972)

Tammi en 1985
- 1985 Varjojen lähettiläs (L'Ambassadeurs des Ombres, 1975)
- 1985 Päiväntasauksen sankarit (Les Héros de l'équinoxe, 1978)

Jalava depuis 1987 :
- 1987 Isännän linnut (Les Oiseaux du Maître, 1973)
- 1988 Väärennetty maailma (Sur les terres truquées, 1977)
- 1988 Pariisista Kassiopeiaan (Métro Châtelet Direction Cassiopée, 1980)
- 1989 Brooklynistä kosmokseen (Brooklyn Station Terminus Cosmos, 1981)
- 1989 Rajoilla (Sur les frontières, 1988)
- 1990 Inverlochin aaveet (Les Spectres d'Inverloch, 1984)
- 1990 Hypsiksen salamat (Les Foudres d'Hypsis, 1985)
- 1990 Elävät aseet (Les Armes vivantes, 1990)
- 1991 Pahat unet (Mézières et Christin avec…, 1983)
- 1992 Taivaan asukkaat (Les Habitants du Ciel, 1991)
- 1993 Liikkuvien vetten kaupunki (La Cité des eaux mouvantes, 1970)
- 1994 Tuhannen planeetan valtakunta (L'Empire des mille planètes, 1971)
- 1995 Auringoton planeetta (Le Pays sans étoiles, 1972)
- 1995 Vallan piirit (Les Cercles du pouvoir, 1994)
- 1997 Ultralumin panttivangit (Les Otages de l'Ultralum, 1996)
- 1998 Tähtitarhojen orpo (L'Orphelin des astres, 1998)
- 2001 Epävarmoina aikoina (Par des temps incertains, 2001)
- 2004 Suuren tyhjyyden reunalla (Au bord du Grand Rien , 2004)
- 2005 Paluu Alflololille (Bienvenue sur Alflolol, 1972)
- 2005 Varjojen lähettiläs (L'Ambassadeurs des Ombres, 1975)
- 2007 Kivien järjestys (L'Ordre des Pierres, 2007)
- 2010 Aika-avaaja (L'Ouvre Temps, 2010)
- 2010 Päiväntasauksen sankarit (Les Héros de l'équinoxe, 1978)
- 2013 Surullinen planeetta (Par les chemins de l'espace, 1979)
- 2014 Muistoja tulevaisuuksista (Souvenirs de futurs, 2013)
- 2019 Aika aikaansa edellä (L'avenir est avancé, 2019)

### Édition en langue islandaise
- 1979 Þúsund stjarna veldið (L'Empire des mille planètes, 1971)
- 1999 Valdabrautin (Les Cercles du pouvoir, 1994)

### Édition en langue lituanienne
Une seule aventure de Valeriano Ir Laurelinos est éditée en lituanien, Pasaulis être žvaigždžiu (Le Pays sans étoile).

### Édition en langue néerlandaise
En 1968, un an après Pilote, le magazine Pep, de l'éditeur De Geïllustreerde Pers d'Amsterdam, publie sous le titre De vierde Dimensie (La Quatrième Dimension) la première aventure Les Mauvais Réves.
À peu près en même temps où les éditions Dargaud éditent en France les aventures de Valérian et Laureline, les éditions Dargaud-Benelux éditent les mêmes albums de Ravian en Laureline en langue néerlandaise pour la Flandre et les Pays-Bas :
- 1968 - De vierde dimensie (Les Mauvais Réves, 1983/2000)
- 1969 - Het woedende water (La Cité des eaux mouvantes, 1970)
- 1970 - Het keizerrijk der 1000 planeten (L'Empire des mille planètes, 1971)
- 1971 - Land zonder sterren (Le Pays sans étoiles, 1972)
- 1972 - Het verloren volk (Bienvenue sur Alflolol, 1972)
- 1974 - Vogels van de Meester. (Les Oiseaux du maître, 1973)
- 1975 - De ambassadeur der schaduwen (L'Ambassadeurs des Ombres, 1975)
- 1976 - De vale schepper (Sur les terres truquées, 1977)
- 1978 - De helden van equinox (Les Héros de l'Équinoxe, 1978)
- 1980 - Halte Chatelet richting Cassiopeia (Métro Châtelet Direction Cassiopée, 1980)
- 1981 - Brooklyn station, eindpunt Kosmos (Brooklyn Station Terminus Cosmos, 1981)
- 1984 - Verschijningen op Inverloch (Les Spectres d'Inverloch, 1984)
- 1985 - De banvloek van Hypsis (Les Foudres d'Hypsis, 1985)
- 1988 - Aan de grenzen (Sur les frontières, 1988)
- 1990 - De levende wapens (Les Armes vivantes, 1990)
- 1994 - De sferen van de macht (Les Cercles du pouvoir, 1994)
- 1996 - Gijzelaars van het Ultralum (Les Otages de l'Ultralum, 1996)
- 1998 - De wees van de sterren (L'Orphelin des astres, 1998)
- 2001 - Onzekere tijden (Par des temps incertains, 2001)
- 2004 - Aan de rand van het grote niets (Au bord du grand rien, 2004)
- 2007 - De orde van de megalieten (L'Ordre des Pierres, 2007)

### Édition en langue norvégienne
L'éditeur norvégien, J.W. Cappelens Forlag, édite 9 aventures de Valentin og Linda :
- Byen som druknet (La Cité des eaux mouvantes)
- De tusen planeters imperium (L'Empire des mille planètes)
- Landet uten stjerne (Le Pays sans étoile)
- Velkommen til Alflolol (Bienvenue sur Alflolol)
- Skyggenes ambassadør (L'Ambassadeur des ombres)
- Vårjevndøgnets helter (Les Héros de l'équinoxe)
- Neste stasjon Châtelet (Métro Châtelet, direction Cassiopée)
- Endestasjon Kosmos (Brooklyn station, terminus Cosmos)
- Ved grensene (Sur les frontières)

### Édition en langue polonaise
Une seule aventure de Walerian i Laurelina, Ambasador cieni (L'Ambassadeurs des Ombres), est publiée en langue polonaise dans les numéros 2, 3 et 4 de l'année 1998 de la revue Świat Komiksu.
Quatre aventures sont éditées en albums :
- Miasto niespokojnych wód (1990) et Głębiny Nowego Jorku (Les Profondeurs de New York) (2003), (La Cité des eaux mouvantes)
- Cesarstwo Tysiąca Planet (1990), (L'Empire des mille planètes)
- Kraina bez gwiazd (1991), (Le Pays sans étoiles)
- Witajcie na Alflololu (1991), (Bienvenue sur Alflolol)

### Édition en langue portugaise
Le magazine Jornal da Banda Desenhada de l'éditeur Liber-Expresso publie en janvier 1983 dans les no 23 et 24 O País sem estrelas (Le Pays sans étoiles, 1972).
Les aventures de Valérian e Laureline sont éditées au Portugal par Meribérica/Líber de Lisbonne :
- 1980 A Cidade das Águas Movediças  (ISBN 972-45-0-166-3) (La Cité des eaux mouvantes, 1970)
- 1980 Benvindo a Alflolol (Bienvenue sur Alflolol, 1972)
- 1981 O País sem estrelas  (ISBN 972-45-0572-3) (Le Pays sans étoiles, 1972)
- 1981 Os Pássaros do Senhor (Les Oiseaux du maître, 1973)
- 1982 Nas Terras Programadas (Sur les terres truquées, 1977)
- 1983 Os Heróis do Equinócio  (ISBN 972-45-0417-4) (Les Héros de l'Equinoxe, 1978)
- 1983 Metro Chatelet, Direcção Cassiopeia (Métro Châtelet Direction Cassiopée, 1980)
- 1983 Pelos Caminhos do Espaço (Par les Chemins de l'Espace, 1979)
- 1984 Estação Brooklyn, Terminal Cosmos (Brooklyn Station Terminus Cosmos, 1981)
- 1986 Os Fantasmas de Inverloch (Les spectres d'Inverloch, 1984)
- 1986 As Iras de Hypsis (Les foudres d'Hypsis, 1985)
- 1989 Sobre as Fronteiras (Sur les frontières, 1988)
- 1990 O Império dos Mil Planetas (L'Empire des mille planètes, 1971)
- 1991 Armas Vivas  (ISBN 972-45-0094-2) (Les armes vivantes, 1990)
- 1992 Os Habitantes do Céu (Les Habitants du Ciel, 1991)
- 1993 O Embaixador das Sombras (L'Ambassadeur des Ombres, 1975)
- 1995 Os Círculos do Poder  (ISBN 972-45-1180-4) (Les cercles du pouvoir, 1994)
- 1997 Reféns do Ultralum  (ISBN 972-45-1261-4) (Les otages de l'Ultralum, 1996)
- 1999 O Órfão dos Astros  (ISBN 972-45-1428-5) (L'orphelin des astres, 1998)
- 2001 Por Tempos Incertos  (ISBN 972-45-1688-1) (Par des temps incertains, 2001)

Le dernier album paru en langue portugaise est édité par Edições Asa de Porto :
- 2007 A Ordem das Pedras  (ISBN 978-972-41-5205-9) (L'ordre des pierres, 2007)

La re-publication des aventures de Valérian et Laureline en langue portugaise, il a été fait par Asa/O Público à partir de mai 2017 à cause du film.
- 2017 Sonhos Maus / A Cidade das Águas Movediças

### Édition en langue suédoise
Une des aventures de Linda och Valentin, De onda drömmarna (Les mauvais rêves) est publiée, de novembre 1986 à janvier 1987, par Tung Metall de l'éditeur Epix Förlag de Stockholm, la version suédoise de Heavy Metal. Le magazine Fantomen, un magazine suédois basée autour le comic strip "The Phantom", publie sept aventures :
- no 5 et 6 de 2002 - Ambassadören som försvann (L'Ambassadeur des Ombres, 1975)
- no 11 et 12 de 2002 - Vårdagjämningens hjältar (Les Héros de l'Equinoxe, 1978)
- no 25 et 26 de 2002 - Härskarens fåglar (Les Oiseaux du Maître, 1973)
- no 7 et 8 de 2003 - Det stigande vattnets stad (La Cité des eaux mouvantes, 1970)
- no 18 et 19 de 2003 - De tusen planeternas rike (L'Empire des mille planètes, 1971)
- no 1 et 2 de 2004 - Stjärnlös värld (Le Pays sans étoile, 1972)
- no 7 et 8 de 2004 - Kampen om Teknorog (Bienvenue sur Alflolol, 1972)

L'éditeur suédois Bonnier Carlsen Bokförlag du groupe Bonnier de Stockholm édite les 18 albums de la série :
- 1975 - Stjärnlös värld (Le pays sans étoile, 1972)
- 1975 - Kampen om Teknorog (Bienvenue sur Alflolol, 1972)
- 1976 - Härskarens fåglar (Les Oiseaux du Maître, 1973)
- 1976 - Ambassadören som försvann (L'Ambassadeur des Ombres, 1975)
- 1977 - De tusen planeternas rike (L'Empire des mille planètes, 1971)
- 1977 - Den falska världen (Sur les terres truquées, 1977)
- 1978 - Det stigande vattnets stad (La Cité des eaux mouvantes, 1970)
- 1979 - Vårdagjämningens hjältar (Les Héros de l'équinoxe, 1978)
- 1981 - Tåg till Cassiopeja (Métro Châtelet, direction Cassiopée, 1980)
- 1981 - Tåg från Brooklyn (Brooklyn Station, terminus Cosmos, 1981)
- 1984 - Spöket på Inverloch (Les Spectres d'Inverloch, 1984)
- 1986 - Hypsis blixtar (Les Foudres d'Hypsis, 1985)
- 1989 - Bortom okända gränser (Sur les frontières, 1988)
- 1991 - De levande vapnen (Les Armes vivantes, 1990)
- 1994 - Maktens cirklar (Les Cercles du pouvoir, 1994)
- 1996 - Hotet mot Ultralum (Otages de l'Ultralum, 1996)

### Édition en langue turque
L'éditeur turc d'Istanbul, Remzi Kitabevi, édite deux aventures de Valerian ve Laureline traduite par Demir Alp Serezli, Taskin Sular Kenti  (ISBN 978-975-14-0849-5) (La cité des eaux mouvantes) et Bin Gezegen Imparatorlugu  (ISBN 978-975-14-0877-8) (L'Empire des mille planètes).